# Advergame
Il termine advergame è una parola macedonia tra le parole inglesi advertising e game, ovvero "pubblicità" e "gioco". Si tratta di videogiochi realizzati appositamente per comunicare messaggi pubblicitari, sviluppare la brand awareness e generare traffico verso i siti commerciali. Il termine si riferisce solitamente ai giochi di questo tipo accessibili o scaricabili dal Web, sebbene la pratica esistesse già da prima della diffusione del Web, con titoli promozionali distribuiti ad esempio su floppy disk.
L'introduzione del termine advergame viene attribuita al creativo e designer Anthony Giallourakis, fondatore poi di diversi siti Web specializzati come advergames.com, che la coniò nel 2000.

## Obiettivi
Nel 2004, durante un summit dell'industria pubblicitaria, Bill Gates disse: «La tecnologia sta cambiando la pubblicità, i consumatori non subiscono più qualunque messaggio gli venga inviato. Dobbiamo trovare il modo di raggiungere gli utenti senza annoiarli». Proprio questa è l'azione dell'advergame, ovvero coinvolgere l'utente con un gioco semplice e accattivante, in questo modo, cattura la sua attenzione in modo non intrusivo e fidelizzante, per imprimere nella sua mente il marchio che vuole promuovere. A differenza dei siti che offrono giochi gratuiti on-line per incrementare il traffico di utenti sugli stessi, e di coloro che si sponsorizzano nei videogiochi (in-game advertising), chi utilizza gli advergame lo fa per diffondere un messaggio, per "spingere" la propria marca, perciò la comunicazione pubblicitaria costituisce il cuore del gioco on-line.
Gli obiettivi di marketing per cui vengono utilizzati i videogiochi promozionali sono primariamente:
- Sviluppare la conoscenza di marca (crescita della consapevolezza relativa al marchio veicolato dall'advergame).
- Promuovere o lanciare marche e prodotti.
- Creare associazioni di marca (l'interazione consente all'utente finale di associare al marchio i valori di cui l'advergame è portatore).
- Ricordo di marca/prodotto (l'interazione dell'utente con l'advergame fissa nella sua memoria la User Experience, facilitando il ricordo nel tempo).
- Elevare il gross rating point (o indice di pressione pubblicitaria), ossia l'esposizione ripetuta dell'audience al messaggio veicolato dall'advergame.
- Raggiungere un'ampia fascia di consumatori.
- Costruire una relazione duratura con il target (fidelizzazione).
- Creare un database di clienti potenziali.
- Aumentare l'efficacia delle azioni svolte su altri canali di comunicazione.
- Aumentare il traffico sul sito Web.

Con gli advergame si possono effettuare operazioni di marketing che consentono di comunicare le caratteristiche di un prodotto o di un servizio divertendo l'utente/cliente in sinergia con i canali tradizionali. Infatti, l'utente può visualizzare un breve spot prima di poter giocare su Internet, oppure - durante il gioco - può essere esposto al marchio.

## Le origini
I primi videogiochi sviluppati con queste finalità risalgono circa al 1983. Un noto esempio è Pepsi Invaders, un clone di Space Invaders per Atari 2600, commissionato dalla The Coca-Cola Company e distribuito in cartucce (oggi ricercatissime dai collezionisti) a un congresso di rivenditori; nel gioco i nemici da distruggere sono rappresentati da lettere della scritta Pepsi, la maggior rivale della Coca-Cola.
Tra i pionieri degli advergame intesi come prodotto Web ci sono Dan Ferguson e Mike Bielinski, due ragazzi americani che, per dimostrare le loro abilità di Web designer, nel 1998 diffusero via e-mail un videogioco il cui protagonista era il presidente degli Stati Uniti allora in carica, Bill Clinton. Questo caso fu un esempio di successo di marketing virale, che ha permesso ai due di lavorare alla creazione di advergame per grandi aziende, come la Nokia. Dan Ferguson ha dichiarato in un'intervista riguardante la sua carriera:
In Italia il primo advergame, Cocco Game, venne sviluppato da Artematica e Interferentia su commissione della Ferrero S.p.A. ed allegato al fumetto settimanale di Topolino nel 1999. Il successo dell'operazione, grazie alle 300 000 copie vendute del gioco, porterà Artematica prima a far uscire nel 2001 il sequel spirituale Fresh Adventures, e poi a organizzare una campagna marketing pluriennale basata su webgame che prenderà il nome di Magic Kinder; la nuova operazione prevedeva l'inserimento dentro le Kinder Sorpresa di un codice segreto, il quale, dopo una sottoscrizione sul sito Internet dedicato all'iniziativa, permetteva ai bambini di partecipare a un concorso a premi e di giocare on-line a uno dei tanti giochi che periodicamente venivano sviluppati. Successivamente l'advergaming è stato adottato da molte altre aziende fra cui Granarolo, Festival Crociere, TIM, fino a diventare un pilastro del loro media mix.

## Tipi diadvergame
Gli operatori del settore individuano i diversi tipi di advergame in base alla classificazione pensata da KPE, società di consulenza con sede a New York. Secondo quanto teorizzato dalla società newyorkese ci sono tre modi per trasmettere il messaggio di marketing attraverso gli advergame: l'associazione, l'illustrazione e la dimostrazione. Ogni modello comporta un diverso livello d'integrazione del marchio/prodotto all'interno del gioco.

### Advergameassociativi
Gli advergame associativi hanno un basso livello d'integrazione e sono quelli che mirano a collegare il marchio o prodotto che si vuole promuovere, con lo stile di vita, l'ambiente o le attività rappresentate nel gioco.
Per esempio, un gioco riguardante una sfida a beach volley, ambientato in una spiaggia calda e affollata, dove attorno al campo sono posizionati i cartelloni pubblicitari che presentano una bevanda fresca e rigenerante. In questo caso nella mente del consumatore-giocatore si avrebbe l'associazione tra le parole chiave caldo, spiaggia, sport, divertimento, giovani, sete e il marchio della bibita, che si presenta come fresca allegra e dissetante. L'associazione è più efficace quando il contenuto e il tema del gioco rinforzano l'immagine del brand, perché in tal modo si fa forza sull'emozione, creando un coinvolgimento sensoriale ed emotivo.
Un'efficace campagna di associative advergame è stata quella effettuata da Jack Daniel's per festeggiare il suo 150º anniversario. Il gioco Real Pool, prodotto da The Groove Alliance per Shockwave, è stato sponsorizzato dall'azienda per un numero prestabilito di giorni durante i quali il logo "Jack Daniel's" era fortemente visibile agli occhi dei giocatori. Il target a cui si rivolgeva la campagna era quello degli uomini di età compresa tra 21 e 34 anni. L'obiettivo primario era quello di incrementare la brand awareness e il click-through rate verso il sito aziendale di Jack Daniel's. Per penetrare nella mente del giocatore, il logo dell'azienda era raffigurato più volte e in diverse posizioni: nella schermata d'apertura, sul feltro e il bordo del tavolo da gioco e in un poster appeso nella sala virtuale. L'effetto finale è stato che il sito della società produttrice del whisky ha ricevuto una notevole crescita di contatti incrementando il click through rate dal 0,42% al 2,22%.

### Advergameillustrativi
Gli advergame illustrativi sono quelli in cui il prodotto diventa il vero protagonista del gioco, cioè l'oggetto da utilizzare o trovare (ad esempio, con un personaggio che deve compiere una serie di azioni/operazioni per procurarsi il prodotto stesso).
Un esempio pratico è Flip the Mix, l'advergame di M&M's, lanciato nel 2002, in cui il giocatore deve incolonnare o mettere in riga i confetti di cioccolata, acquisendo un punteggio per ogni riga che riesce a completare. Il gioco, creato da Mike Bielinski e Dan Ferguson di Blockdot., è stato giocato per oltre 12 milioni di volte
Un altro esempio è il gioco Foxy Goes to Messico. Essendo Foxy una linea di prodotti per la pulizia della casa, il game è ambientato in una casa costituita da diversi ambienti e lo scopo del gioco è aiutare la volpe a fare le faccende domestiche prendendo dallo sgabuzzino il prodotto Foxy adeguato al compito da svolgere. Esso mette in gioco il livello illustrativo poiché il prodotto diventa l'oggetto dell'azione di gioco, cosicché il gioco non può essere slegato dall'oggetto reclamizzato.
Una variante sono gli advergame a obiettivo, in cui il prodotto è l'obiettivo del gioco per il passaggio del livello. Arrivare, dopo una serie di ostacoli, all'entrata nostro punto vendita virtuale, oppure comporre un puzzle elettronico il cui risultato è l'oggetto da promuovere ne sono esempi. In questi casi si cerca di dare risalto al valore finale del prodotto.

### Advergamedimostrativi
Gli advergame dimostrativi sono quelli più sofisticati, con un elevato livello d'integrazione, in cui l'interattività e il coinvolgimento tra giocatore e prodotto raggiungono l'apice. Infatti, l'advergame può far leva su tutte le potenzialità dell'interattività per consentire al consumatore di “provare” virtualmente il prodotto all'interno del gioco.
Un esempio è l'advergame della Nike 3D Vince Carter, sviluppato da Yaya, in cui il giocatore entrando nei panni del campione di basket Vince Carter, poteva testare le differenti performance delle nuove scarpe Nike Shox durante una gara di schiacciate.
Gli advergame dimostrativi sono quelli più completi, ma presentano costi molto elevati che spesso può non valere la pena di affrontare. Inoltre è necessario che siano il più possibile semplici perché, a differenza dei giochi per console o PC, gli utenti che giocano on-line rinunciano al gioco se non comprendono tutto immediatamente.

## Evoluzione degliadvergame
A partire dai suoi esordi l'advergaming è maturato: la tecnologia ha fatto molti passi avanti e già nel 2005 il suo mercato valeva oltre un miliardo di dollari.
Gli anni dal 2010 in poi hanno visto gli advergame evolversi grazie alle innovazioni tecnologiche, da un lato, e alla sempre maggiore diffusione di pratiche ludiche in tutti i contesti comunicativi, sia educativi sia di comunicazione, dall'altro. Nel 2012, più della metà dei possessori americani di smartphone e tablet dichiaravano che i giochi erano tra le attività tipiche svolte con il loro terminale mobile. Parallelamente, sono diventate sempre più diffuse anche le interazioni tra reale e virtuale, grazie a tecnologie come codici QR, rfid, realtà aumentata. Queste tecnologie hanno consentito di utilizzare come "piattaforme" di gioco anche le confezioni dei prodotti, le magliette, le pagine pubblicitarie su stampa, le macchinette distributrici, e di portare l'advergame anche in mobilità e non più solo sul web davanti al computer.